# هنري لونش
هنري لونش (بالإنجليزية: Henry Lynch)‏ هو لاعب كرة قاعدة أمريكي، ولد في 8 أبريل 1866 في ورسستر في الولايات المتحدة، وتوفي بنفس المكان في 23 نوفمبر 1925.

## وصلات خارجية
- هنري لونش على موقعبيزبول رفرنس.كوم (الدوري الرئيسي) (الإنجليزية)
- هنري لونش على موقعبيزبول رفرنس.كوم (الدوري الثانوي) (الإنجليزية)